# Felipe Fuentes García
Felipe Fuentes García (Arrabalde, Zamora, 1945), es un poeta contemporáneo español.

## Biografía
Felipe Fuentes García nació en Arrabalde, en la provincia de Zamora, Castilla y León (España).
Es catedrático de Matemáticas y reside en la ciudad de Alicante (España), donde ejerce su labor docente.
Obtuvo el premio al mejor libro de poemas en el "XXXIV Certamen de Poesía Amantes de Teruel", en 1995, por su libro En el silencio. Y, en 1996, el "XXXV Certamen de Poesía Amantes de Teruel" por su libro Tiempo de regreso, ambos convocados por el Excmo. Ayuntamiento de Teruel.
En 1997 ganó el certamen nacional de poesía «Ángel Martínez Baigorri» convocado por el área de Cultura del Ayuntamiento de Lodosa (Navarra) con el libro Evidencias del paisaje.
Obtuvo el «XXI Premio Internacional de Poesía Odón Betanzos» con su libro Reflujo.
Ha sido finalista en el XXIX "Premio Mundial Fernando Rielo de Poesía Mística" con el poemario Íntimo extremo.
En 2014 ganó el certamen internacional de poesía «I Umbral de la Poesía en Valladolid».
Ha pertenecido al consejo de redacción de la revista de creación literaria El caracol del faro, que ha desarrollado la asociación del mismo nombre, de la que ha sido cofundador.
Ha sido colaborador en el «III Ciclo de Poesía Temática de Alicante-Murcia» bajo el epígrafe El amor y la memoria.
Fue el creador del "Ámbito Poético Nueva Poesía del Siglo XXI" y del foro de crítica poética Aisthesis.
Ha fundado las revistas de poesía «El Canto de las Veneras» y Eheu!.

## Sus libros
- En el silencio, 1995
- Tiempo de regreso, 1996
- Evidencias del paisaje, 1997
- Reflujo, 2000
- Álbum rural, 2007[13]
- En la ebriedad del bosque (coautor), 2010.[14]
- Íntimo extremo, 2010.[15]
- Liturgia de la disgregación, 2014.[16]